# Enrique Serra Padrós
Enrique Serra Padrós foi um historiador uruguaio especialista em história da América Latina, professor do departamento de história da Universidade Federal do Rio Grande do Sul (UFRGS) e ativista pelos direitos humanos. Seus principais temas de docência eram ditaduras militares no Cone Sul, repressão, terrorismo de Estado e ensino de história. Entre 2011 e 2012, foi coordenador do Movimento de Justiça e Direitos Humanos do Rio Grande do Sul. Por mais que tenha nascido no Uruguai, Enrique formou-se historiador, especialista em história da América Latina, mestre em ciência política e doutor em história pela UFRGS, sendo sua tese de doutorado uma importante referência para os estudos das ditaduras latinoamericanas e do terrorismo de Estado.

## Falecimento e homenagens
Enrique faleceu no dia 23 de dezembro de 2021, vítima de um câncer. Em nota à comunidade, o Instituto de Filosofia e Ciências Humanas (IFCH) da UFRGS ressaltou seu legado como docente.
| “ | Lamentamos todos não poder mais contar com seu posicionamento crítico e decidido. Mas ameniza a dor por perder sua convivência, a convicção de que sua vida como Professor, na mais brilhante acepção do termo, determinou a opção e a qualidade profissional de tantos outros educadores. | ” |

Também o Programa de Pós-Graduação em História da Unisinos prestou suas homenagens.
| “ | Transmitimos nossa solidariedade e nosso apoio à família de Enrique, às/aos colegas da UFRGS e a toda comunidade historiadora por essa perda irreparável. | ” |